# Aitor González
Aitor González Jiménez (Zumarraga, Guipúscoa, País Basco, Espanha; 27 de fevereiro de 1975) foi um ciclista espanhol. Vencedor da Volta a Espanha de 2002, conseguiu também vitórias de etapa nas três grandes voltas do ciclismo profissional: Giro d'Italia (3 etapas: 2 em 2002 e 1 em 2003), Tour de France (1 etapa em 2004) e Volta a Espanha (3 etapas em 2002), entre outros lucros.
Pertencia à banda da Covatilla, um grupo de ciclistas profissionais espanhóis que compartilhavam amizade e treinamentos.

## Biografia
Ainda que nasceu no País Basco, com 11 anos mudou-se a viver à localidade alicantina de San Vicente del Raspeig.

### Kelme (1998-2002)
Estreia como profissional no ano 1998 com a equipa alicantino Kelme-Avianca. A sua carreira desportiva foi pouco a pouco em progresso, conseguindo algumas vitórias em 2000 e 2001.
2002 seria o seu grande ano. Na primavera, conseguiu duas vitórias de etapa no Giro d'Italia. Em setembro, a sua equipa (a Kelme) ia com Óscar Sevilla como chefe de filas para ganhar a classificação geral da Volta a Espanha de 2002, após que ficasse segundo em 2001. No entanto, Aitor González rompeu a estratégia da equipa na etapa chuvosa com final no temível Angliru, com 120 000 espectadores nas cimeiras do porto asturiano. O chefe de filas da Kelme e líder da geral nesse momento era Óscar Sevilla, com Aitor em segundo. A equipa Kelme levava controlada a corrida mas, nas duras rampas do Angliru, e quando ainda ficavam colegas da equipa para dar os relevos no grupo de favoritos, Aitor González decidiu ir livremente e, fazendo caso omisso às ordens que lhe dava o seu atónito director Vicente Belda desde o carro (que lhe ordenava que se mantivesse a roda de Sevilla e Roberto Heras, pois em caso que o albacetenho falhasse ante o maior rival para a Kelme, Roberto Heras da US Postal, Aitor mantinha as possibilidades de ganhar a classificação na crono final de Madrid, muito melhor para ele que para Heras ou Sevilla), pôs um duro ritmo, rompendo o grupo de favoritos e propiciando que o teórico chefe de filas Sevilla se descolara. No entanto, Aitor González não conseguiu a vitória no Angliru, já que Heras, depois de aproveitar a incrível colaboração de Aitor para distanciar a Sevilla, atacou e deixou também atrás a Beloki e a Aitor, pelo que coroou em solitário o Angliru, ganhando a etapa (com 1:35 sobre Beloki, 2:16 sobre Aitor e 2:50 sobre Sevilla) e vestindo-se o maillot de líder da Volta (com 35 segundos de avanço na geral sobre Aitor, 1:08 sobre Sevilla e 1:57 sobre Beloki. Era um tempo praticamente irrecuperável no contrarrelógio final de Madrid para um escalador como Sevilla, mas não para Aitor. A atuação de Aitor no Angliru foi duramente criticada pelo seu director Vicente Belda e o seu colega da Kelme Sevilla, provocando uma tensa situação na equipa. De facto, a equipa forçou que Aitor entoasse o meia culpa de maneira pública, aceitando Sevilla as desculpas face aos meios, ainda que a cisma entre ambos era já irreconciliável. O facto de que Aitor ainda terminasse contrato no fim de ano sem que tivesse ainda equipa para a temporada seguinte incrementou também os rumores sobre a sua deliberada atitude à margem da equipa; não obstante, Belda aclarou que Aitor era o novo líder do Kelme face à última semana da Volta. Aitor denunciou uma campanha de desprestígio para ele desde os meios de comunicação.
Na etapa com final em La Covatilla, dois dias dantes do contrarrelógio final, Heras mal pôde lhe arranhar uns segundos a Aitor (quem recebeu a ajuda de Sevilla, ao cumprir este as ordens de Belda de lhe esperar, e perdendo assim parte da sua vantagem sobre Beloki face à luta para entrar no pódio), pelo que a sua desvantagem era de apenas 1:12 face a um contrarrelógio plano de 41 km.
Na última etapa da Volta a Espanha (o contrarrelógio de Madrid, com meta no Estádio Santiago Bernabéu), além da etapa, conseguiu ganhar a classificação geral da Volta a Espanha de 2002, subindo com o maillot ouro ao mais alto do pódio de uma corrida na que tinha ganhado também três etapas. Na classificação geral final, Heras foi 2º (a 2:14, depois de perder 3:22 na crono), com Beloki 3º (a 3:11); seu colega de equipa Sevilla não pôde manter os escassos 29 segundos de vantagem que tinha sobre Beloki depois de se sacrificar em La Covatilla e sofrer numerosos contratempos mecânicos no contrarrelógio final, e finalizou 4º (a 3:26, isto é, a 15 segundos do pódio).
Ao termo da Volta a Espanha, o corredor manifestou o seu desejo de ir para outra equipa, no que se sentisse mais líder. Os seus sucessos valeram-lhe, no final de 2002, um grande contrato pela equipa italiana Fassa Bortolo.

### Fassa Bortolo (2003-2004)
Pese aos elevados objetivos marcados, a sua progressão estancou-se nas filas da equipa italiana, possivelmente por causa das lesões. Ainda sem chegar ao nível da Volta a Espanha de 2002, na equipa italiana conseguiu de todas formas vitórias prestigiosas, como uma etapa no Giro d'Italia de 2003 ou uma etapa no Tour de France de 2004, que foi a vitória número 100 de um corredor espanhol a ronda gala. Na final de 2004, e face à temporada de 2005, alinhou pela equipa basca Euskaltel-Euskadi para um único ano.

### Euskaltel-Euskadi (2005) e retirada
Nas fileiras do conjunto basco disputou o Giro d'Italia que terminou abandonando pese a isso pouco depois ganhou a Volta à Suíça (pertencente ao UCI ProTour em 2005, depois de uma exibição na etapa rainha, que também ganhou. Mas depois da Volta a Espanha de 2005, Aitor González, que se retirou poucos dias antes de que concluísse a prova, se viu envolvido num suposto caso de doping ao dar positivo por esteroides anabolizantes, que procediam de um complexo de vitaminas (chamado Animal Pack) que tinha tomado. Depois de ser sancionado com dois anos de inabilitação, González empreendeu uma luta legal para demonstrar a sua inocência alegando que dito complexo lho tinha receitado um médico e que este não indicava na sua composição a presença de esteroides; de facto, o Animal Pack é um produto reconstituente que conta com o visto bom do Ministério de Saúde espanhol. O corredor, na sua luta para demonstrar a sua inocência, facilitou uma caixa selada de Animal Pack ao departamento de Bioquímica da Universidade da Extremadura, onde depois de abrir o produto e analisar as 11 pastilhas que continha, opinaram que o produto estava contaminado por anabolizantes, facto que não figurava na sua composição, apoiando assim a defesa do ciclista. A RFEC (Real Federação Espanhola de Ciclismo) ex-culpou ao ciclista a 12 de maio de 2006 ao aceitar as alegações e provas periciais contribuídas. Não obstante, a UCI apelou ante o TAS dita decisão, e o corredor não pôde encontrar equipa (pese a ser absolvido pela RFEC e ter apalavrado com sua última equipa, o Euskaltel-Euskadi, que em caso de demonstrar sua inocência teria lugar no elenco) devido ao código ético assinado pelas equipas do UCI ProTour. Depois da vista de 12 de outubro, e 22 de dezembro de 2006 o Tribunal Arbitral do Desporto confirmou a sentença de dois anos de sancão para o corredor (até 28 de setembro de 2007), declarando que apesar de admitir a versão dos factos apresentada por Aitor González, consideravam que o ciclista atuou "com negligência ao consumir um produto duvidoso, prescrito por um médico ocasional e comprado num ginásio", afirmando assim mesmo que não podia "ignorar os riscos" unidos a este consumo e deveria "ter tido em conta as advertências das autoridades desportivas nestes casos". Ao ter-se confirmado a sentença o corredor não poderia correr até 28 de setembro de 2007, A sentença do TAS ocasionou a sua retirada.

### Depois da retirada
A princípios de 2008 foi detido por agredir dois empregados de uma imobiliária. Anteriormente, em 2007, foi detido também por conduzir sobre os efeitos do álcool e a cocaína.
Novamente a 14 de agosto de 2011, volta a resultar detido no marco de uma operação coordenada pela polícia nacional de Leão, por suposto delito de fraude imobiliária.
A 25 de outubro de 2016 foi detido por tentar roubar numa loja de telefones móveis em Alicante.

## Palmarés
| 2000 - 1 etapa da Volta ao Algarve - 1 etapa do Tour de Limousin 2001 - Volta a Múrcia, mais 1 etapa 2002 - 2 etapas do Giro d'Italia - Volta a Espanha , mais 3 etapas | 2003 - Giro Reggio Calabria, mais 1 etapa - 1 etapa do Giro d'Italia 2004 - 1 etapa do Tour de France 2005 - Volta à Suíça, mais 1 etapa |

## Resultados em Grandes Voltas e Campeonato do Mundo
Durante a sua carreira desportiva tem conseguido os seguintes postos nas Grandes Voltas e nos Campeonatos do Mundo em estrada:
| Corrida            | 1998 | 1999 | 2000 | 2001 | 2002 | 2003 | 2004 | 2005 |
| ------------------ | ---- | ---- | ---- | ---- | ---- | ---- | ---- | ---- |
| Giro d'Italia      | -    | -    | -    | -    | 6º   | 19º  | -    | Ab.  |
| Tour de France     | -    | -    | -    | Ab.  | -    | Ab.  | 45º  | -    |
| Volta a Espanha    | -    | -    | -    | -    | 1º   | Ab.  | Ab.  | Ab.  |
| Mundial em Estrada | -    | -    | -    | -    | -    | -    | -    | -    |

-: Não participa

Ab.: Abandono

## Prêmios, reconhecimentos e distinções
- Melhor Desportista Profissional de 2002 nos Prêmios Desportivos Provinciais da Diputação de Alicante[26]

## Equipas
- Kelme-Avianca (1998)
- Kelme-Costa Blanca (1999-2002)
- Fassa Bortolo (2003-2004)
- Euskaltel-Euskadi (2005)